# Microstomum
Microstomum es un género de gusanos planos de vida libre, (Schmidt, 1848). Se encuentran en todo el mundo en hábitats acuáticos y semiacuáticos. Viven en agua dulce y salobre.
Son de tamaño muy pequeño, generalmente solo 1–2 mm.
Muestran relativamente pocos caracteres morfológicos y altas cantidades de variación intra-especie.

Presentan reproducción asexual por fisión, así como también reproducción sexual.
Es un género muy diverso y numeroso.

La carencia de caracteres morfológicos claros y sin ambigüedades ha generado problemas taxonómicos.
La taxonomía del ADN puede ser más efectiva que los métodos morfológicos tradicionales en especies exigentes.
El taxón extendido Microstomum lineare reveló un conjunto de cuatro especies genéticamente divergentes pero morfológicamente similares.

## Especies
La lista ITIS enumera 31 especies, siendo la más reciente nombrada en el año 1984.
- Microstomum bioculatum (Faubel, 1984)
- Microstomum bispiralis (Stirewalt, 1937)
- Microstomum breviceps (Marcus, 1951)
- Microstomum canum (Fuhrmann, 1894)
- Microstomum coerulescens (Schmarda, 1859)
- Microstomum crildensis (Faubel, 1984)
- Microstomum davenporti (Graff, 1911)
- Microstomum dermophthalmum (Riedel, 1932)
- Microstomum gabriellae (Marcus 1950)
- Microstomum groenlandicum (Levinsen, 1879)
- Microstomum hanatum (Westblad, 1953)
- Microstomum jenseni (Riedel, 1932)
- Microstomum lineare (O. F. Müller, 1773)
- Microstomum littorale (Ørsted, 1845)
- Microstomum lucidum (Fuhrmann, 1898)
- Microstomum melanophthalmum (Steinböck, 1933)
- Microstomum mortenseni (Riedel, 1932)
- Microstomum mundum  (Graff, 1905)
- Microstomum ornatum  (Uljanin, 1870)
- Microstomum papillosum (Graff, 1882)
- Microstomum paradii (Graff, 1913)
- Microstomum philadelphicum (Leidy, 1852)
- Microstomum punctatum (Dorner, 1902)
- Microstomum rhabdotum (Marcus, 1951)
- Microstomum rubromaculatum (Graff, 1882)
- Microstomum septentrionale (Sabussow, 1900)
- Microstomum spiculifer (Faubel, 1974)
- Microstomum spiriferum (Westblad, 1953)
- Microstomum trichotum (Marcus, 1950)
- Microstomum ulum (Marcus, 1950)
- Microstomum unicolor (Diesing, 1862)

En 2018 y 2019 se han caracterizado nuevas especies de Microstomum:
- Microstomum afzelii sp. nov (Atherton,Jondelius 2019)
- Microstomum curinigalletti sp. nov. (Atherton,Jondelius 2019)
- Microstomum edmondi sp. nov. (Atherton,Jondelius 2018)
- Microstomum inexcultus sp. nov. (Atherton,Jondelius 2019)
- Microstomum laurae sp. nov. (Atherton,Jondelius 2018)
- Microstomum lotti sp. nov. (Atherton,Jondelius 2019)
- Microstomum marisrubri sp. nov. (Atherton,Jondelius 2019)
- Microstomum schultei sp. nov. (Atherton,Jondelius 2019)
- Microstomum weberi sp. nov. (Atherton,Jondelius 2019)
- Microstomum westbladi nom. nov. (Atherton,Jondelius 2019)